# Joe Montana
Joseph Clifford "Joe" Montana (ur. 11 czerwca 1956 w New Eagle) – zawodnik ligi futbolu amerykańskiego, członek Pro Football Hall of Fame. Występował w NFL w latach 1979–1994 w drużynach San Francisco 49ers i Kansas City Chiefs. Jeden z najwybitniejszych zawodników w historii NFL, czterokrotny zwycięzca Super Bowl, trzykrotny MVP finału, sześciokrotny uczestnik meczu gwiazd, dwukrotnie uznany najlepszym zawodnikiem ligi.
Futbolową karierę rozpoczął w 1970 roku w Ringgold High School. Dzięki dobrej grze w szkole średniej trafił na Uniwersytet Notre Dame, gdzie otrzymał stypendium. W 1979 roku został wybrany w trzeciej rundzie draftu NFL przez drużynę San Francisco 49ers. Po roku bycia zmiennikiem został podstawowym rozgrywającym drużyny, a już w 1981 roku poprowadził swoją drużynę do trzynastu wygranych w sezonie regularnym, a później do zwycięstwa w Super Bowl XVI. Montana powtórzył ten sukces w latach 1984, 1988 i 1989. Kontuzje i rywalizacja w składzie zmusiły go do odejścia z San Francisco latem 1993 roku i został on zawodnikiem drużyny Kansas City Chiefs. W nowym klubie występował przez dwa sezony, po czym w 1994 roku w wieku 38 lat zakończył karierę futbolisty.
Został wybrany do drużyny gwiazd lat 80. w NFL oraz jest członkiem prestiżowej drużyny gwiazd z okazji 75-lecia ligi NFL. W roku 2000 dołączył do Pro Football Hall of Fame.